# Bibliometrie
Bibliometrie (griechisch: biblion „Buch“ und métron „Maß“) ist die Lehre von der Messung (Metrik) von wissenschaftlichen Publikationen.
Zur Vermessung von Publikationen wie Büchern, Aufsätzen und Zeitschriften werden mathematische und statistische Methoden angewandt. Die Bibliometrie erstellt beispielsweise Ranglisten, in denen ablesbar ist, welche Wissenschaftler oder Universitäten wie viele Aufsätze in einem Jahr publizieren. Sie ist eine Teildisziplin der Szientometrie (Vermessung der Wissenschaften), die allgemeine Informationen zum Wissenschaftsbetrieb misst, etwa die Anzahl der Universitätsabsolventen oder die Herkunftsländer von Nobelpreisträgern.
Die Bibliometrie trifft keine Aussagen über die Qualität von wissenschaftlichen Publikationen, sondern beschäftigt sich ausschließlich mit deren Quantitäten. Dabei versucht sie, beispielsweise empirische Gesetzmäßigkeiten beim Wachstum der Publikationszahl von Büchern, der Verteilung von Themen über Fachzeitschriften und der Anzahl von Zitierungen eines Zeitschriftenartikels festzustellen (Zitationsanalyse). Hergestellt werden bibliometrische Analysen in schriftlicher tabellarischer Form meist von eigenen Abteilungen innerhalb von Bibliotheken oder Universitäten. Die Daten für solche Analysen werden hauptsächlich von Fachdatenbanken und Zitationsdatenbanken gesammelt und kostenpflichtig zur Verfügung gestellt.
Ähnliche Teildisziplinen der Szientometrie sind die Patentometrie (Vermessung von Publikationen, die Patente sind) und die Webometrie (Vermessung der Daten des World Wide Web). Seit dem Jahr 2016 werden zudem mit neuen Verfahren grafische Elemente in Publikationen systematisch untersucht, was von den Entwicklern „Viziometrics“ genannt wird.

## Bibliometrische Indikatoren

### Zitationsanalyse
Die wichtigsten Messgrößen sind die Zitationsraten. Sie werden mittels Zitationsanalysen erstellt, in denen ermittelt wird, wie oft eine wissenschaftliche Publikation von anderen Publikationen zitiert worden ist. Darüber hinausgehend aber auch, wie oft die Gesamtheit an Publikationen eines bestimmten Wissenschaftlers oder an einer bestimmten Forschungsinstitution angestellter Wissenschaftler (etwa an einer Universität) zitiert worden sind. Aufgrund von Zitationsanalysen können Ranglisten aufgestellt werden, in denen die meistzitierten Publikationen, Wissenschaftler und Gruppen von Wissenschaftlern (etwa die Wissenschaftler der Universität Wien im Vergleich zu denen der Universität Graz) ermittelt werden.
Journal Impact Factor
Ebenfalls anhand der Zitierhäufigkeit werden die verschiedenen Fachzeitschriften verglichen. Der Journal Impact Factor (Einflussfaktor von Zeitschriften) ist eine errechnete Zahl, die Auskunft darüber gibt, wie oft die Artikel einer bestimmten wissenschaftlichen Zeitschrift zitiert werden. Er kann auf verschiedene Wege und auf der Grundlage unterschiedlicher Rohdaten berechnet werden. Am bekanntesten ist der in den Journal Citation Reports ermittelte Impact Factor. Im Jahr 2012 war dort mit 154 Punkten die medizinische Fachzeitschrift CA - A Cancer Journal for Clinicians Spitzenreiter, den 20. Rang belegte die Zeitschrift Science mit 31 Punkten.
h-Index
Der h-Index beziffert den wissenschaftlichen Einfluss eines Autors anhand der Anzahl seiner Publikationen und der Anzahl, wie oft diese zitiert wurden. Dabei werden alle Publikationen einer Person in der Reihenfolge ihrer Zitierhäufigkeit absteigend nummeriert. Der Hirsch-Faktor ist dann der letzte Wert in der Liste, bei der die Anzahl der Zitation größer oder gleich der vergebenen Nummer in der Reihenfolge ist.

### Alternative Metriken
Als Alternative zur traditionellen Zitationsanalyse messen Altmetriken den Einfluss im Web.

## Zitationsdatenbanken
Zur Ermittlung von Zitationshäufigkeiten werden extra zu diesem Zweck betriebene Zitierungsdatenbanken abgefragt. Diese werden mit Daten befüllt, die aus der Auswertung eines jeweils unterschiedlichen großen Teils der wissenschaftlichen Gesamtpublikation stammen. Die beiden einflussreichsten Zitationsdatenbanken sind das Web of Science (von Thomson Reuters) und Scopus (von Elsevier), zu denen man sich durch hohe Lizenzgebühren Zugang erkaufen kann. Frei zugängliche Zitationsdatenbanken sind beispielsweise eigenfactor, CiteSeer, Research Papers in Economics oder Citebase.

## Anwendung
Ein Anwendungsgebiet der Bibliometrie ist die quantitative Evaluation von Wissenschaftlern und wissenschaftlichen Einrichtungen anhand ihrer Publikationen.
Die mittels Bibliometrie erhobenen Zahlen und festgestellten Gesetzmäßigkeiten sind insbesondere für Bibliotheken von praktischer Bedeutung (siehe auch Deutsche Bibliotheksstatistik).
Neben der Messbarkeit wissenschaftlichen Outputs ermöglicht die Bibliometrie, Themengebiete zu beobachten (siehe Zitationsanalyse): Welche Themen werden wissenschaftlich aktuell diskutiert, in welchem Bereich wird viel publiziert?

## Institutionen und Fachzeitschriften
Die wichtigste bibliometrische Fachzeitschrift ist die 1978 gegründete Scientometrics, die jährlich als wichtigste Auszeichnung die erstmals 1984 verliehene „Derek J. de Solla Price Medaille“ vergibt. Eine internationale Konferenz wird seit 1987 alle zwei Jahre veranstaltet und von der 1993 im Rahmen der Konferenz gegründeten International Society for Scientometrics and Informetrics (ISSI) ausgerichtet. Als wesentliche Institution sei auch das von Eugene Garfield gegründete Institute for Scientific Information (ISI) genannt.

## Geschichte
Wissenschaftliche Arbeiten, Studien und Untersuchungen, die einen bibliometrischen Charakter aufweisen, lassen sich, je nach Definition, bereits für das 12. Jahrhundert in Form von jüdischen Indizes feststellen. Der Begriff bibliometrics selbst wurde 1969 von Alan Pritchard eingeführt. Bereits 1934 wurde allerdings der Begriff bibliométrie von Paul Otlet, dem Begründer der Dokumentation verwendet. Die 1948 von S. R. Ranganathan vorgeschlagene Bezeichnung librametrics konnte sich nicht durchsetzen. Zu den ersten wichtigen Resultaten der Bibliometrie zählt die Feststellung eines Potenzgesetzes in der Häufigkeit der Benutzung von einzelnen Wörtern, wie es 1916 von Estoup entdeckt und 1935 von George Kingsley Zipf formuliert sowie später von George Udny Yule, Benoît Mandelbrot und anderen weiterentwickelt wurde. Das Phänomen wurde bereits 1913 von Felix Auerbach an Rang und Größe von Städten festgestellt und ist als Zipfsches Gesetz bekannt.
Alfred J. Lotka entdeckte 1926 einen ähnlichen Zusammenhang zwischen der Anzahl von Publikationen einer Person und der Anzahl von Personen mit einem eben so hohen Publikationsausstoß (Lotkas Gesetz).
P. Gross und E. Gross waren 1927 die ersten, die Zitate als bibliometrische Datenquellen verwendeten. Sie zählten und analysierten die in den einzelnen Artikeln einer chemischen Zeitschrift angeführten Zitate und kamen zu einer Liste von Zeitschriften, die sie als unentbehrlich für die chemische Ausbildung betrachteten. Die Analyse von Zitationen ist inzwischen ein Standardmittel bei der Evaluation von wissenschaftlichen Zeitschriften und Wissenschaftlern.
Dazu hat vor allem der 1963 von Eugene Garfield aufgebaute Science Citation Index beigetragen, aus dem der ebenfalls 1963 von Garfield vorgestellte Impact Factor berechnet wird. Aus dem Zitationsgraph lassen sich weitere Beziehungen wie die 1956 von Fano vorgestellte Bibliografische Kopplung und Kozitationen ablesen, die ebenfalls Gegenstand der bibliometrischen Forschung sind.
Ein anderer Gegenstand der Bibliometrie ist der 1968 von Robert K. Merton postulierte Matthäuseffekt, der in unterschiedlicher Form Eingang in viele bibliometrische Modelle gefunden hat.
Weitere wichtigen Ergebnisse sind das 1934 von Samuel C. Bradford entdeckte Bradfords Gesetz und die Widerlegung der Ortega-Hypothese von Cole & Cole (1967). Neben Zipfs Human behavior and the principle of least effort (1949) ist das 1963 erschienene Little science, big science von Derek de Solla Price, der damit die moderne Szientometrie begründete, das einflussreichste Werk des Fachs.
Die Bibliometrie dient in der Regel als Teilgebiet der Scientometrie (1966) der quantitativen Untersuchung der Wissenschaft und wissenschaftlicher Vorgänge. Gleichzeitig ist sie ein Spezialgebiet der Informetrie (1979), der quantitativen Untersuchung von Informationen und damit ein Teilgebiet der Informationswissenschaft. Da in der Bibliometrie vorrangig publizierte Informationseinheiten untersucht werden, lässt sie sich auch der Bibliothekswissenschaft zuordnen. Mit der Zunahme von Online-Publikationen im Internet gibt es immer stärkere Überschneidungen mit der Webometrie.

## Kritik
Diese Methode der Evaluation der persönlichen Leistung von Wissenschaftlern anhand der Zitierung ihrer Aufsätze ist nicht unumstritten. In einem Gutachten der International Mathematical Union wird vor der verbreiteten Praxis unzulässiger Schlussfolgerungen aus bibliometrischen Daten gewarnt. Bei kleinen Zeitschriften schwanke der impact factor von Jahr zu Jahr stark. Auch könne von der Qualität einer Zeitschrift nicht unbedingt auf die Qualität eines Artikels geschlossen werden. "Im Gegenteil: Hat ein Journal A auf der Grundlage von gut einhundert Artikeln pro Jahr eine durchschnittliche Zitationsrate von 0,4 und ein Journal B im selben Fach bei gut fünfzig Artikeln einen Impact-Faktor von 0,8, dann liegt die Fehlerwahrscheinlichkeit des Urteils, ein zufällig ausgewählter Aufsatz in A sei besser als einer in B, bei mehr als sechzig Prozent.
Wenn aber die Beurteilung einzelner Artikel aufgrund ihres Publikationsortes fragwürdig ist, dann, so hält das mathematische Gutachten fest, ist ein Urteil über einzelne Wissenschaftler und sind Vergleiche zwischen ihnen nicht möglich. Das gelte auch für andere, etwas raffinierter angelegte Kennziffern wie etwa den sogenannten und derzeit beliebten Hirsch-Index.
Das „Leiden Manifesto for research metrics“ zeigt die Nachteile der momentan verwendeten bibliometrischen Indikatoren auf und es enthält 10 Prinzipien, die bei der Forschungsevaluation beachtet werden sollten. Hierzu gehört es z. B. die Besonderheiten der verschiedenen Fächer zu beachten: Wissenschaftliche Publikationen, die nicht in Englisch sind oder in Büchern erscheinen, werden beim Impact Faktor nicht berücksichtigt.  Top-gerankte Journale in der Mathematik haben einen Impact Faktor von 3, während solche in der Zellbiologie bei 30 liegen.
Die kürzlich erschienene Publikation „From ‘Sleeping Beauties’ to ‘Rising Stars’: The Religious and Philosophical Roots of Bibliometrics“ untersucht den Einfluss religiöser und philosophischer Erzählungen auf bibliometrische Konzepte und Praktiken und zeigt auf, wie solche Metaphern das Verständnis wissenschaftlicher Kommunikation bereichern können.

## Ein Beispiel zum Nachlesen
Für jemand, der mit Bibliometrie noch nicht ganz so vertraut ist, mag es eine willkommene Gelegenheit sein, sich einmal ein einschlägiges Beispiel anschauen zu können. Mit einem Klick erreichbar ist die bibliometrische Analyse einer linguistischen Zeitschrift, die ausschließlich Beiträge aus dem Bereich der Quantitativen Linguistik veröffentlicht. Eine Untersuchung dieser Zeitschrift haben Yanni Lin und Haitao Liu vorgelegt.

### Zeitschriften
- Scientometrics. 1978–
- Bibliometrie – Praxis und Forschung. 2012–